# 허원 (당나라)

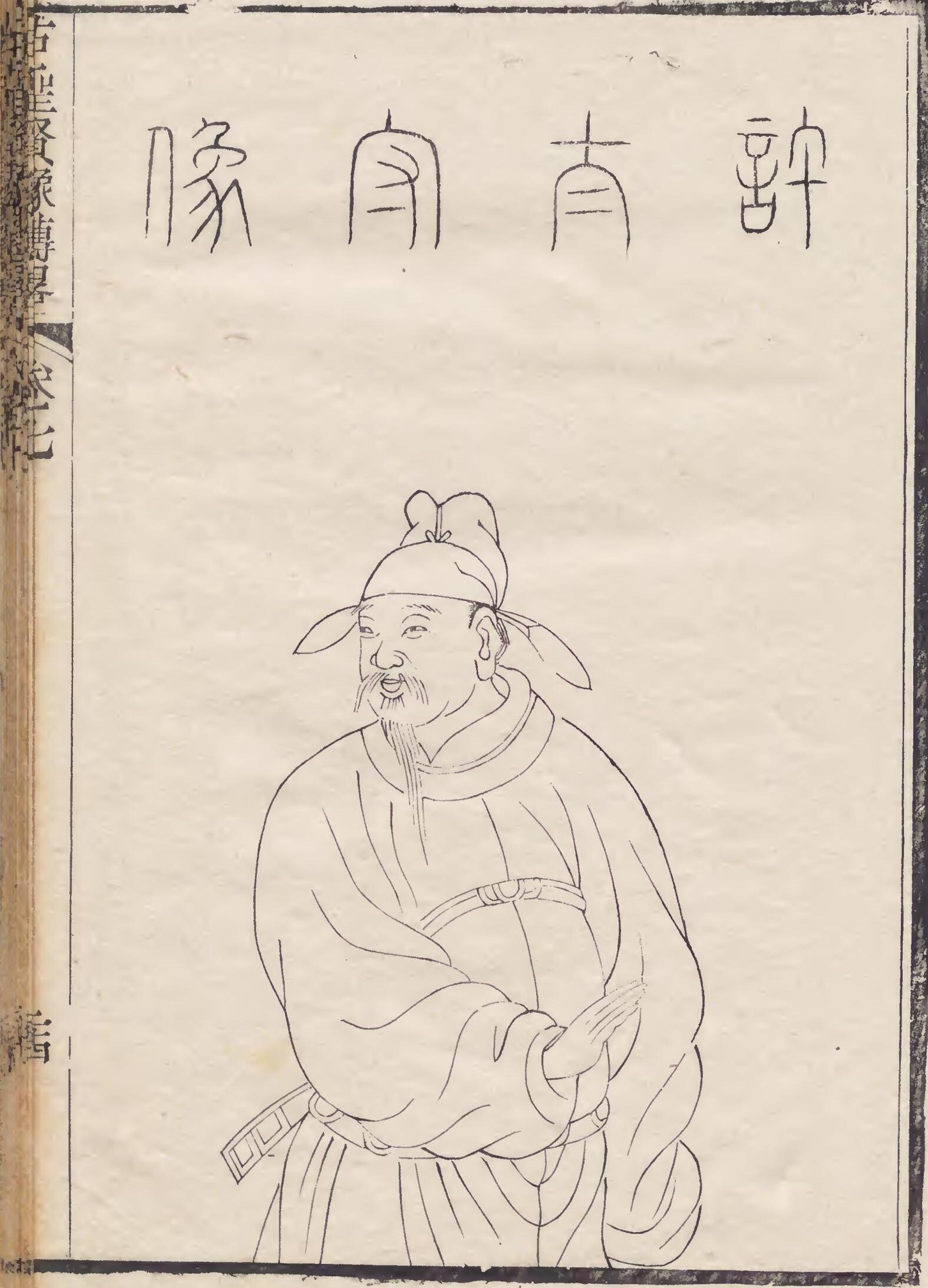
허원

허원(許遠, 709~757)은 당나라 현종 때 무장이다. 안녹산의 난이 일어나자 수양성의 태수가 되어 반란군을 막아냈다.
수양성이 안록산(安祿山)의 반란군에게 포위된 후 수개월이 지나자 양식이 떨어졌다. 극한의 상황이 되자 허원(許遠), 장순(張巡), 남제운(南霽雲)과 병사들은 참새, 쥐등을 먹어가며 수양성을 사수하였다.
지덕 2년, 서기 757년에 수양성이 안녹산(安祿山)의 반란군에게 함락되었다. 허원, 장순(張巡), 남제운(南霽雲)은 항복하지 않고 절개를 지켜 순절하였다.
그의 충절을 기려 도교에서 신으로 추앙되었다. 그를 모신 사당을 충순묘(忠順廟)라 부르며, 중국의 도교 신앙에서는 차(茶)의 신으로 받들여지고, 차의 주 산지인 복건성 일대에서 특히 그에 대한 신앙심이 강하다고 한다.

## 관련 인물
- 장순
- 남제운
- 안록산